# Etihad Airways
Etihad Airways er det nationale flyselskab fra Forenede Arabiske Emirater. Selskabet er ejet af staten og har hub og hovedkontor på Abu Dhabi International Airport ved hovedstaden Abu Dhabi. Etihad Airways etableredes i 2003.
Selskabet fløj i januar 2012 passager- og fragtflyvninger til 81 destinationer i 52 lande fra Abu Dhabi. Flyflåden bestod af 61 fly med en gennemsnitsalder på 4,4 år. Heraf var der blandt andet 24 eksemplarer af Airbus A330 og 11 Airbus A340. De største fly i flåden var otte eksemplarer af Boeing 777-300ER med plads til 412 passagerer. Etihad Airways har bestilt ti eksemplarer af Airbus A380. I 2008 bestilte Etihad 25 Airbus A350-1000 men trak efterfølgende 13 af ordrerne tilbage, da Airbus offentliggjorde, at flyene først kunne leveres i 2017 og ikke som oprindeligt forudsat i 2014.